# Padilla de Abajo
Padilla de Abajo là một đô thị trong tỉnh Burgos, Castile và León, Tây Ban Nha